# Marylin M.
Marylin M. è un singolo del rapper italiano Fasma, pubblicato il 9 luglio 2018 come primo estratto dal primo album in studio Moriresti per vivere con me?.

## Tracce
1. Marylin M. – 2:00